# Фрипп, Чарльз Эдвин
Чарльз Эдвин Фрипп (англ. Charles Edwin Fripp; 4 сентября 1854, Лондон, Великобритания — 1906, Монреаль, Канада) — британский художник-иллюстратор и баталист. Известен своими работами, посвящёнными Англо-зулусской войне.

## Биография
Чарльз Эдвин Фрипп родился в Лондоне. Он был четвёртым ребёнком в семье известного акварелиста и пейзажиста Джорджа Артура Фриппа и его жены Мэри Персиваль. Помимо Чарльза, супруги имели ещё одиннадцать детей, в том числе, сына Уильяма Томаса, который впоследствии также стал известным канадским художником.
Получив соответствующее образование в Германии, в Мюнхенской академии изящных искусств, а также в Нюрнберге, Фрипп вернулся в Лондон и стал зарабатывать на жизнь иллюстратором, стал членом Королевского общества акварелистов. Работал он, главным образом, над картинами на военную тематику. В годы сотрудничества с изданиями The Graphic и The Daily Graphic Фрипп часто посещал Южную Африку, создавая свои полотна во время Кафрских, англо-зулусской, англо-бурских войн. В 90-х годах XIX века художник также работал на фронтах Первой японо-китайской войны и — в период испано-американской войны — на территории Филиппин. В 1880-х годах Фрипп путешествовал по Дикому Западу, создав ряд картин на тему быта индейцев и ковбоев.
17 мая 1901 года Чарльз Эдвин Фрипп женился на Лоис Гертруде Ренвик. Они недолго прожили в Великобритании и в скором времени перебрались в Канаду, что было вызвано очередным всплеском Золотой лихорадки. Умер Фрипп в 1906 году в Монреале.
Наиболее известным полотном кисти Фриппа считается картина «Битва при Изандлване», посвящённая одноимённому сражению периода Англо-зулусской войны и в 1885 году выставлявшаяся в лондонской Королевской академии художеств. На ней изображён последний бой английского 24-го пехотного полка, закончившийся победой превосходящих сил зулусов.

## Галерея

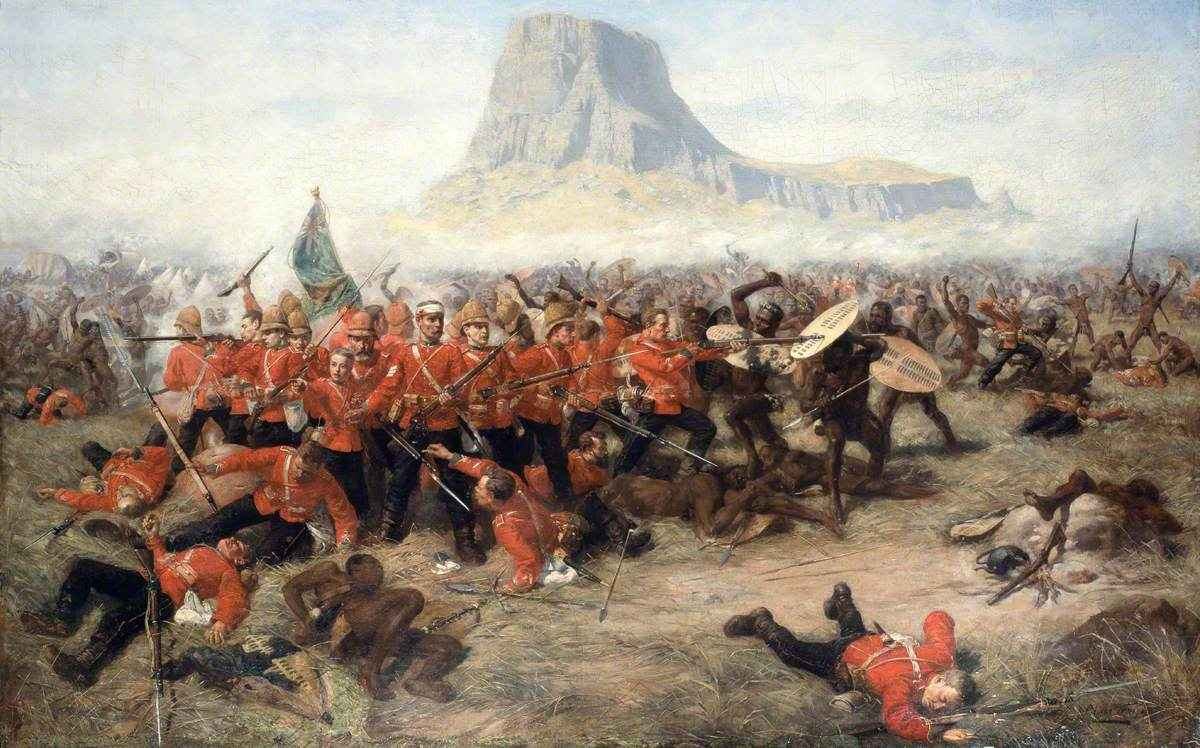
«Битва при Изандлване»
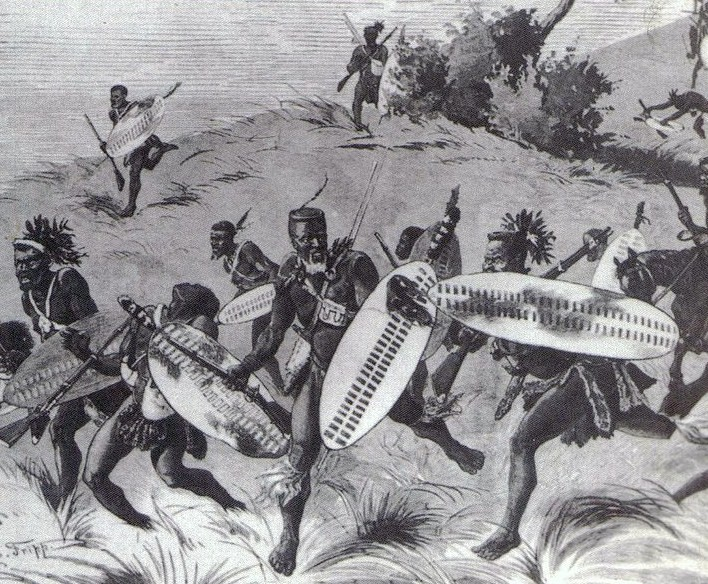
«Зулусские воины»
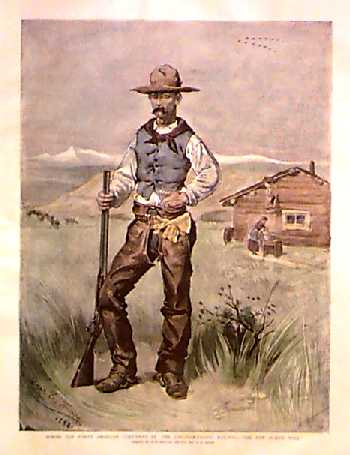
«Ковбой»
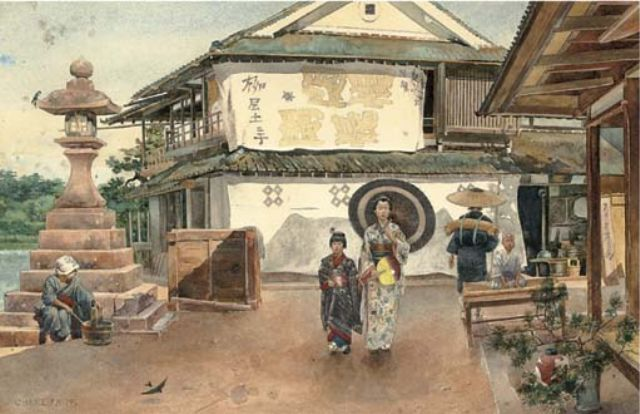
«Лагерь вуртреккеров»